# Anna Colas Pépin

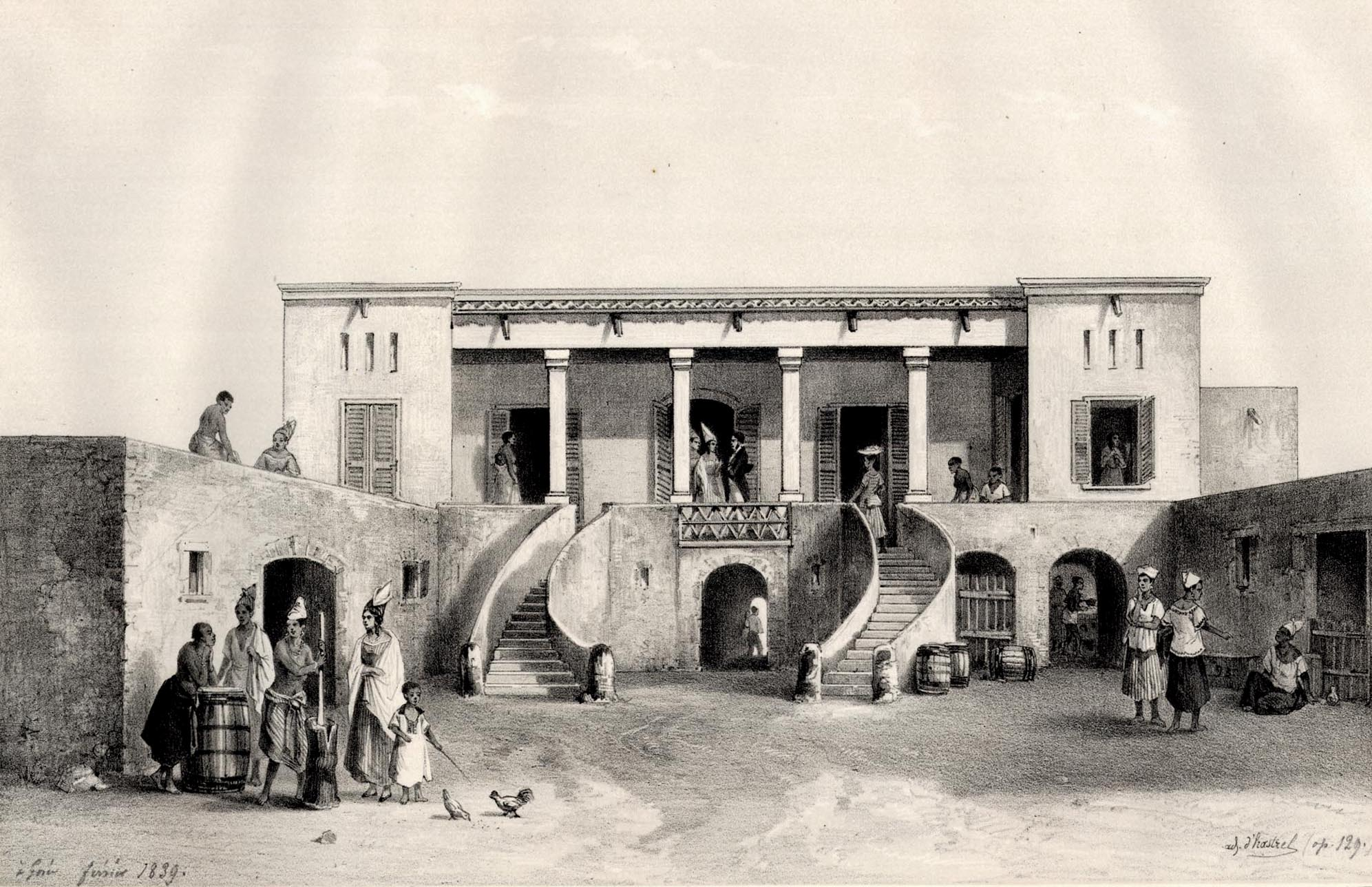
Anna Colas Pépins hem, 1839. Den ljushyade kvinna som syns på tavlan är inte namngiven, men kan ha varit Anna Colas Pépin.

Anna Colas Pépin eller Anne-Nicolas "Annacolas" Pépin, född 1 februari 1787, död 20 april 1872, var en fransk-afrikansk signara. Hon tillhör de mest berömda representanterna för signarorna på Gorée, men har ofta sammanblandats med sin faster och namne. 
Hon var dotter till Nicolas Pépin (1744-1815) och Marie-Thérèse Picard (?-1790) och brorsdotter till Anne Pépin. Hon var gift med François de Saint-Jean och mor till Mary de Saint Jean (1815-1853), som var gift med Senegals första ledamot till det franska parlamentet, Saint Louis borgmästare Barthélémy Durand Valantin (1806-1864), och stod modell för en berömd tavla av Edward Augustus Nousveaux, som också kan föreställa Anna Colas Pépin. 
Pépin var en medlem av den privilegierade signaraeliten, avkomlingar av afrikanska kvinnor och fransmän, som behärskade handeln i den franska besittningen Gorée och Saint-Louis i Senegal. Hon kom att tillhöra de ledande figurerna i detta samhälle och beskrivs som rik och inflytelserik. Liksom sin faster investerade hon i fastigheter och mark, bebyggde mark och hyrde ut hus åt, och i samarbete med, de franska myndigheterna.  År 1842 mottog hon, som ledande medlem av signaraeliten, tillsammans med sin dotter François av Orléans, prins av Joinville i sitt hus under hans besök på Gorée.  Denna scen blev avmålad i en känd tavla av Édouard Auguste Nousveaux (1811-1867). 
Anna Colas Pépin var genom arv efter sin far ägare till det berömda 'Slavarnas hus' på Gorée, som senare blev en av Västafrikas större turistmål. 